# 中华人民共和国自然资源部
中华人民共和国自然资源部，简称自然资源部，是中华人民共和国国务院主管自然资源事务的组成部门。自然资源部主要负责对自然资源开发利用和保护进行监管，建立空间规划体系并监督实施，履行全民所有各类自然资源资产所有者职责，统一调查和确权登记，建立自然资源有偿使用制度，负责测绘和地质勘查行业管理。

## 沿革
2018年3月17日第十三届全国人民代表大会第一次会议通过《第十三届全国人民代表大会第一次会议关于国务院机构改革方案的决定》，批准《国务院机构改革方案》。方案规定：“组建自然资源部。将国土资源部的职责，国家发展和改革委员会的组织编制主体功能区规划职责，住房和城乡建设部的城乡规划管理职责，水利部的水资源调查和确权登记管理职责，农业部的草原资源调查和确权登记管理职责，国家林业局的森林、湿地等资源调查和确权登记管理职责，国家海洋局的职责，国家测绘地理信息局的职责整合，组建自然资源部，作为国务院组成部门。自然资源部对外保留国家海洋局牌子。不再保留国土资源部、国家海洋局、国家测绘地理信息局。”
2018年4月10日，自然资源部正式挂牌。
2019年8月26日，国家主席习近平签署第三十二号中华人民共和国主席令，公布《全国人民代表大会常务委员会关于修改〈中华人民共和国土地管理法〉、〈中华人民共和国城市房地产管理法〉的决定》，决定将全国农村宅基地改革和管理职责由自然资源部划归农业农村部。《中华人民共和国土地管理法》第六十二条第四款相应修改为“国务院农业农村主管部门负责全国农村宅基地改革和管理有关工作。”
2020年8月31日，根据国家发展改革委《关于全面推开行业协会商会与行政机关脱钩改革的实施意见》（发改体改〔2019〕1063号），原由自然资源部（含原国土资源部、原测绘地信局）主管的中国矿业联合会等10家行业协会（商会）与自然资源部分离，依法直接登记、独立运行，剥离行政职能，不再设置业务主管单位。取消对其的直接财政拨款，通过政府购买服务等方式支持其发展。
2023年2月14日，自然資源部發布《公开地图内容表示规范》（自然资规〔2023〕2号），取代2003年原国家测绘局发布的《公开地图内容表示若干规定》（国测法字〔2003〕1号），继续要求中俄邊境的8個地區地名外要加註中國人熟知的舊稱，并继续对南海诸岛、钓鱼岛及其附属岛屿、台湾省、克什米尔、长白山天池等地名标注加以规定。

## 职责
根据《自然资源部职能配置、内设机构和人员编制规定》，自然资源部承担下列职能：
1. 履行全民所有土地、矿产、森林、草原、湿地、水、海洋等自然资源资产所有者职责和所有国土空间用途管制职责。拟订自然资源和国土空间规划及测绘、极地、深海等法律法规草案，制定部门规章并监督检查执行情况。
2. 负责自然资源调查监测评价。制定自然资源调查监测评价的指标体系和统计标准，建立统一规范的自然资源调查监测评价制度。实施自然资源基础调查、专项调查和监测。负责自然资源调查监测评价成果的监督管理和信息发布。指导地方自然资源调查监测评价工作。
3. 负责自然资源统一确权登记工作。制定各类自然资源和不动产统一确权登记、权籍调查、不动产测绘、争议调处、成果应用的制度、标准、规范。建立健全全国自然资源和不动产登记信息管理基础平台。负责自然资源和不动产登记资料收集、整理、共享、汇交管理等。指导监督全国自然资源和不动产确权登记工作。
4. 负责自然资源资产有偿使用工作。建立全民所有自然资源资产统计制度，负责全民所有自然资源资产核算。编制全民所有自然资源资产负债表，拟订考核标准。制定全民所有自然资源资产划拨、出让、租赁、作价出资和土地储备政策，合理配置全民所有自然资源资产。负责自然资源资产价值评估管理，依法收缴相关资产收益。
5. 负责自然资源的合理开发利用。组织拟订自然资源发展规划和战略，制定自然资源开发利用标准并组织实施，建立政府公示自然资源价格体系，组织开展自然资源分等定级价格评估，开展自然资源利用评价考核，指导节约集约利用。负责自然资源市场监管。组织研究自然资源管理涉及宏观调控、区域协调和城乡统筹的政策措施。
6. 负责建立空间规划体系并监督实施。推进主体功能区战略和制度，组织编制并监督实施国土空间规划和相关专项规划。开展国土空间开发适宜性评价，建立国土空间规划实施监测、评估和预警体系。组织划定生态保护红线、永久基本农田、城镇开发边界等控制线，构建节约资源和保护环境的生产、生活、生态空间布局。建立健全国土空间用途管制制度，研究拟订城乡规划政策并监督实施。组织拟订并实施土地、海洋等自然资源年度利用计划。负责土地、海域、海岛等国土空间用途转用工作。负责土地征收征用管理。
7. 负责统筹国土空间生态修复。牵头组织编制国土空间生态修复规划并实施有关生态修复重大工程。负责国土空间综合整治、土地整理复垦、矿山地质环境恢复治理、海洋生态、海域海岸线和海岛修复等工作。牵头建立和实施生态保护补偿制度，制定合理利用社会资金进行生态修复的政策措施，提出重大备选项目。
8. 负责组织实施最严格的耕地保护制度。牵头拟订并实施耕地保护政策，负责耕地数量、质量、生态保护。组织实施耕地保护责任目标考核和永久基本农田特殊保护。完善耕地占补平衡制度，监督占用耕地补偿制度执行情况。
9. 负责管理地质勘查行业和全国地质工作。编制地质勘查规划并监督检查执行情况。管理中央级地质勘查项目。组织实施国家重大地质矿产勘查专项。负责地质灾害预防和治理，监督管理地下水过量开采及引发的地面沉降等地质问题。负责古生物化石的监督管理。
10. 负责落实综合防灾减灾规划相关要求，组织编制地质灾害防治规划和防护标准并指导实施。组织指导协调和监督地质灾害调查评价及隐患的普查、详查、排查。指导开展群测群防、专业监测和预报预警等工作，指导开展地质灾害工程治理工作。承担地质灾害应急救援的技术支撑工作。
11. 负责矿产资源管理工作。负责矿产资源储量管理及压覆矿产资源审批。负责矿业权管理。会同有关部门承担保护性开采的特定矿种、优势矿产的调控及相关管理工作。监督指导矿产资源合理利用和保护。
12. 负责监督实施海洋战略规划和发展海洋经济。研究提出海洋强国建设重大战略建议。组织制定海洋发展、深海、极地等战略并监督实施。会同有关部门拟订海洋经济发展、海岸带综合保护利用等规划和政策并监督实施。负责海洋经济运行监测评估工作。
13. 负责海洋开发利用和保护的监督管理工作。负责海域使用和海岛保护利用管理。制定海域海岛保护利用规划并监督实施。负责无居民海岛、海域、海底地形地名管理工作，制定领海基点等特殊用途海岛保护管理办法并监督实施。负责海洋观测预报、预警监测和减灾工作，参与重大海洋灾害应急处置。
14. 负责测绘地理信息管理工作。负责基础测绘和测绘行业管理。负责测绘资质资格与信用管理，监督管理国家地理信息安全和市场秩序。负责地理信息公共服务管理。负责测量标志保护。
15. 推动自然资源领域科技发展。制定并实施自然资源领域科技创新发展和人才培养战略、规划和计划。组织制定技术标准、规程规范并监督实施。组织实施重大科技工程及创新能力建设，推进自然资源信息化和信息资料的公共服务。
16. 开展自然资源国际合作。组织开展自然资源领域对外交流合作，组织履行有关国际公约、条约和协定。配合开展维护国家海洋权益工作，参与相关谈判与磋商。负责极地、公海和国际海底相关事务。
17. 根据中央授权，对地方政府落实党中央、国务院关于自然资源和国土空间规划的重大方针政策、决策部署及法律法规执行情况进行督察。查处自然资源开发利用和国土空间规划及测绘重大违法案件。指导地方有关行政执法工作。
18. 管理国家林业和草原局。
19. 管理中国地质调查局。
20. 完成党中央、国务院交办的其他任务。

## 机构设置
根据《自然资源部职能配置、内设机构和人员编制规定》，自然资源部设置下列机构：

### 内设机构
- 办公厅
- 综合司
- 法规司
- 自然资源调查监测司
- 自然资源确权登记局
- 自然资源所有者权益司
- 自然资源开发利用司
- 国土空间规划局
- 国土空间用途管制司
- 国土空间生态修复司
- 耕地保护监督司
- 地质勘查管理司
- 矿业权管理司
- 矿产资源保护监督司
- 海洋战略规划与经济司
- 海域海岛管理司
- 海洋预警监测司
- 国土测绘司
- 地理信息管理司
- 国家自然资源总督察办公室
- 执法局
- 科技发展司
- 国际合作司（海洋权益司）
- 财务与资金运用司
- 人事司
- 机关党委
- 离退休干部局

### 自然资源部管理的国家局
- 国家林业和草原局（副部级）

对外保留国家局牌子
- 国家海洋局（副部级）

### 自然资源部管理的事业单位
- 中国地质调查局（副部级）

### 派出机构
国家自然资源督察机构
- 国家自然资源督察北京局[註 2]
- 国家自然资源督察上海局[註 3]
- 国家自然资源督察沈阳局[註 4]
- 国家自然资源督察南京局[註 5]
- 国家自然资源督察济南局[註 6]
- 国家自然资源督察广州局[註 7]
- 国家自然资源督察武汉局[註 8]
- 国家自然资源督察成都局[註 9]
- 国家自然资源督察西安局[註 10]

地方派出机构
- 陕西测绘地理信息局
- 黑龙江测绘地理信息局
- 四川测绘地理信息局
- 海南测绘地理信息局

海区派出机构
- 自然资源部北海局
- 自然资源部东海局
- 自然资源部南海局

### 直属事业单位
- 中国国土勘测规划院
- 中国自然资源经济研究院
- 不动产登记中心（法律事务中心）
- 油气资源战略研究中心
- 宣传教育中心
- 国土整治中心（土地科技创新中心）
- 人力资源开发中心
- 矿产资源储量评审中心
- 中国自然资源报社
- 中国地质博物馆
- 财务服务中心
- 机关服务局
- 信息中心
- 咨询研究中心
- 中央地质勘查基金管理中心
- 第一海洋研究所
- 第二海洋研究所
- 第三海洋研究所
- 国家海洋技术中心
- 天津海水淡化与综合利用研究所
- 海洋发展战略研究所
- 国土空间规划研究中心
- 国家海洋标准计量中心
- 国家海洋环境预报中心（海啸预警中心）
- 国家海洋信息中心
- 海岛研究中心
- 海洋减灾中心
- 海洋咨询中心
- 国家海洋局极地考察办公室
- 中国极地研究中心（中国极地研究所）
- 国家南极考察训练基地

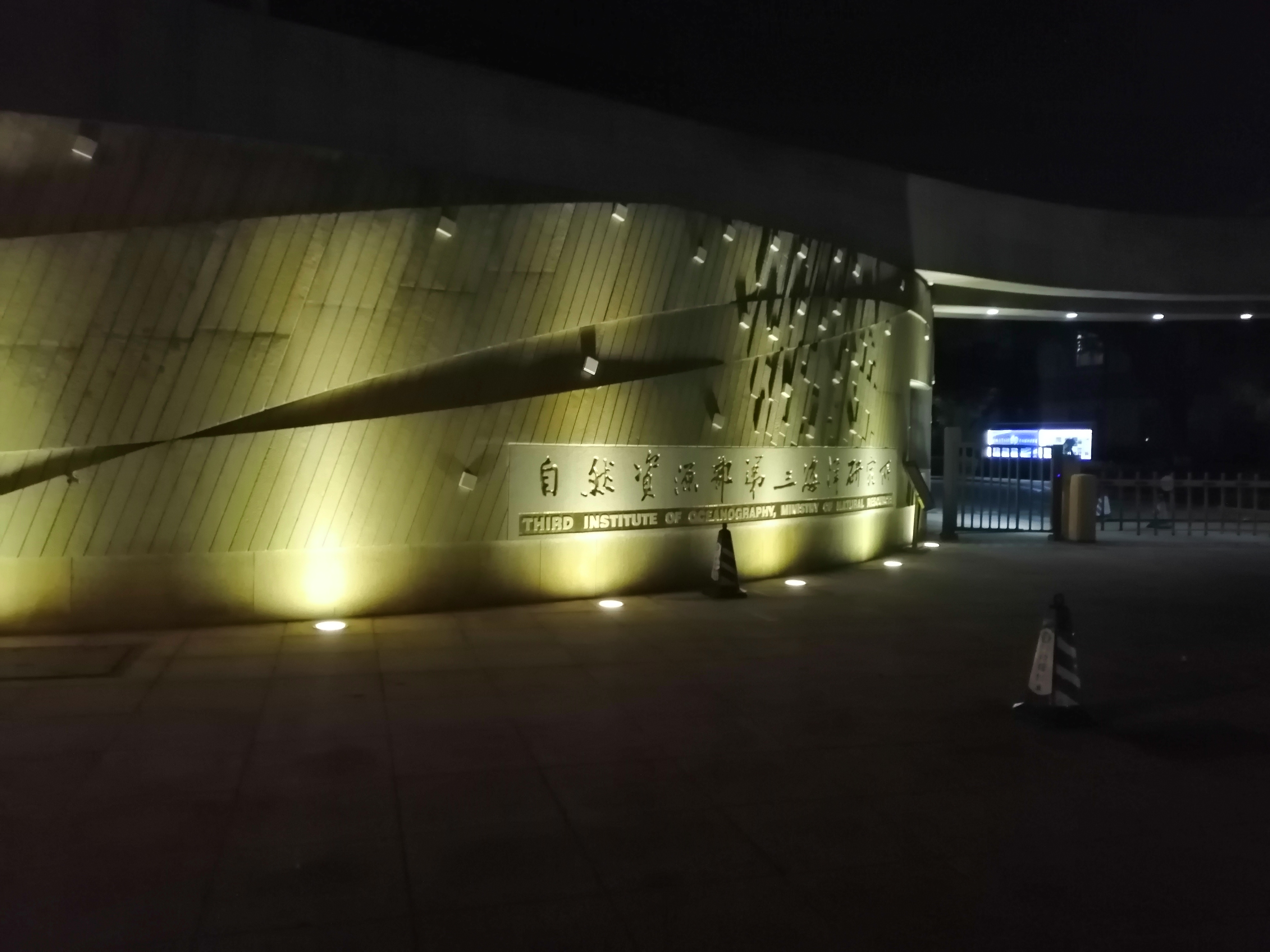
自然资源部第三海洋研究所，位于福建省厦门市

- 中国大洋矿产资源研究开发协会办公室（中国大洋事务管理局）
- 国家卫星海洋应用中心
- 国家深海基地管理中心
- 第四海洋研究所（中国－东盟国家海洋科技联合研发中心）
- 测绘发展研究中心
- 地图技术审查中心
- 重庆测绘院
- 中国测绘科学研究院
- 国家基础地理信息中心
- 三亚测绘技术开发服务培训中心
- 国土卫星遥感应用中心
- 国家测绘产品质量检验测试中心

### 直属企业单位
- 中国大地出版传媒集团有限公司
- 中国地图出版社有限公司（中国地图出版集团）
- 海洋出版社有限公司
- 国家珠宝玉石首饰检验集团有限公司
- 成都地图出版社有限公司
- 西安地图出版社有限公司
- 哈尔滨地图出版社有限公司

## 历任领导
| 部长 - 陆昊（2018年3月19日－2022年6月24日） - 王广华（2022年6月24日－2024年12月25日） - 关志鸥（2024年12月25日－） 副部长 - 库热西·买合苏提（2018年4月4日－2020年6月8日） - 曹卫星（2018年4月4日－2018年9月21日） - 凌月明（2018年4月4日－2022年10月8日） - 王广华（2018年4月4日－2022年6月24日） - 赵龙（2018年4月4日－2020年7月22日） - 王宏（2020年7月20日－2023年5月，兼国家海洋局局长） - 庄少勤（2020年10月12日－） - 刘国洪（2022年10月8日－2025年2月10日） - 孙书贤（2023年5月－，兼国家海洋局局长） - 许大纯（2023年8月11日－） - 周星（2025年6月16日－） 国家自然资源总督察 - 陆昊（2018年11月7日－2022年7月8日） - 王广华（2022年7月8日－2025年1月7日） - 关志鸥（2025年1月7日－） 国家自然资源副总督察 - 库热西·买合苏提（2018年11月7日－2020年6月8日，副部长兼） - 陈尘肇（2019年2月15日－2025年2月10日，专职） - 刘国洪（2023年11月10日—2025年2月10日，副部长兼） - 王钊（2025年4月30日－，专职） | 党组书记 - 陆昊（2018年3月－2022年6月） - 王广华（2022年6月－2024年12月10日） - 关志鸥（2024年12月10日－） 党组成员 - 库热西·买合苏提（2018年3月－2020年5月） - 凌月明（2018年3月－2022年9月） - 王广华（2018年3月－2022年6月） - 赵龙（2018年3月－2020年7月） - 冯志礼（2018年3月－2018年7月，部纪检监察组长） - 张德霖（2018年3月－2019年2月） - 钟自然（2018年3月－2022年9月，兼中国地质调查局局长、中国地质科学院院长） - 王宏（2018年3月－2023年5月，兼国家海洋局局长） - 张建龙（2018年3月－2020年5月，兼国家林业和草原局局长） - 王春峰（2018年3月－2019年2月） - 闵宜仁（2018年3月－2018年8月） - 石青峰（2018年3月－2018年7月） - 林山青（2018年3月－2018年9月） - 罗志军（2018年8月－2022年7月，部纪检监察组长） - 陈尘肇（2019年2月－2025年2月，兼国家自然资源专职副总督察） - 关志鸥（2020年5月－2024年12月，兼国家林业和草原局局长） - 谢新义（2020年8月－2022年4月，兼中国地质调查局党组副书记、中国地质调查局自然资源综合调查指挥中心主任，副部长级） - 庄少勤（2020年9月－） - 魏山忠（2022年7月－，部纪检监察组长） - 刘国洪（2022年9月－，2025年2月起兼国家林业和草原局局长） - 李金发（2022年9月－） - 孙书贤（2023年5月－，兼国家海洋局局长） - 许大纯（2023年7月－，2025年3月起兼中国地质调查局党组书记） - 王钊（2025年4月－） - 周星（2025年6月－） |

## 驻部纪检监察组
中央纪律检查委员会国家监察委员会驻自然资源部纪检监察组，简称中央纪委国家监委驻自然资源部纪检监察组，是中国共产党中央纪律检查委员会、中华人民共和国国家监察委员会设在自然资源部的派驻机构。

### 沿革
1998年设立中央纪委驻国土资源部纪检组（监察部驻国土资源部监察局），是中央纪委监察部派驻机构。2014年12月，中共中央制定出台《关于加强中央纪委派驻机构建设的意见》，为派驻全覆盖确定了时间表和路线图。2015年中共中央《关于全面落实中央纪委向中央一级党和国家机关派驻纪检机构的方案》（中办发〔2015〕55号）撤销监察部驻各单位监察局，中央纪委驻各单位纪检组为对外工作联络的唯一名称，中共中央批准中央纪委对139家中央一级党和国家机关派驻纪检机构全覆盖，共设置47家派驻机构，其中20家为单独派驻机构，27家综合派驻机构负责监督119家单位。中央纪委驻国土资源部纪检组负责综合监督国土资源部、中国地震局、国家海洋局、国家测绘地理信息局、中国地质调查局5家单位。
2018年深化党和国家机构改革及《中华人民共和国监察法》施行后，调整组建中央纪律检查委员会国家监察委员会驻自然资源部纪检监察组，综合派驻自然资源部、国家林业和草原局、中国地质调查局3家单位。

### 历任领导
| 组长 - 董道华（1998年4月－2003年6月） - 王寿祥（2003年6月－2014年6月） - 赵凤桐（2014年6月－2017年7月） - 冯志礼（2017年7月－2018年7月） - 罗志军（2018年8月－2022年7月） - 魏山忠（2022年7月－） 副组长 | 正局级纪律检查员 副局级纪律检查员 |